# Cupa continentală IIHF
Cupa Continentală este un turneu de hochei pe gheață de nivel doi pentru cluburi europene (în spatele Liga Campionilor de hochei), început în 1997 după întreruperea Cupei Europene. A fost destinat echipelor din țările fără reprezentanți în Liga Europeană de Hochei, cu echipe participante alese de asociațiile respective de hochei pe gheață ale țărilor. Hans Dobida a ocupat funcția de președinte al Cupei Continentale până în 2018.

## Câștigătoare

### Câștigătoarele Cupei Federației
| # | Sezon   | Câștigătoare          | Scor | Locul 2                   | Locul 3                   | Locație             |
| - | ------- | --------------------- | ---- | ------------------------- | ------------------------- | ------------------- |
| 1 | 1994–95 | Salavat Yulaev Ufa⁠(d) | 4–1  | HC Pardubice⁠(d)           | HDD Olimpija Ljubljana⁠(d) | Ljubljana, Slovenia |
| 2 | 1995–96 | AS Mastini Varese⁠(d)  | 4–3  | Metallurg Magnitogorsk⁠(d) | Salavat Yulaev Ufa⁠(d)     | Trenčín, Slovacia   |

### Câștigătoarele Cupei Continentale
| #  | Sezon     | Câștigătoare                           | Locul 2                                | Locul 3                                |                                        | Locație                                |
| -- | --------- | -------------------------------------- | -------------------------------------- | -------------------------------------- | -------------------------------------- | -------------------------------------- |
| 1  | 1997–98   | TJ VSŽ Košice⁠(d)                       | Eisbären Berlin⁠(d)                     | Ilves⁠(d)                               | Tampere                                |                                        |
| 2  | 1998–99   | HC Ambrì-Piotta⁠(d)                     | HC Košice⁠(d)                           | Avangard Omsk⁠(d)                       | Košice                                 |                                        |
| 3  | 1999–2000 | HC Ambrì-Piotta⁠(d)                     | Eisbären Berlin⁠(d)                     | Ak Bars Kazan⁠(d)                       | Berlin                                 |                                        |
| 4  | 2000–01   | ZSC Lions⁠(d)                           | London Knights⁠(d)                      | Slovan Bratislava⁠(d)                   | Zürich                                 |                                        |
| 5  | 2001–02   | ZSC Lions⁠(d)                           | Milano Vipers⁠(d)                       | HKm Zvolen⁠(d)                          | Zürich                                 |                                        |
| 6  | 2002–03   | Jokerit⁠(d)                             | Lokomotiv Yaroslavl⁠(d)                 | HC Lugano⁠(d)                           | Lugano & Milan                         |                                        |
| 7  | 2003–04   | Slovan Bratislava⁠(d)                   | HK Gomel⁠(d)                            | HC Lugano⁠(d)                           | Gomel                                  |                                        |
| 8  | 2004–05   | HKm Zvolen⁠(d)                          | Dynamo Moscow⁠(d)                       | Fehérvár                               | Székesfehérvár                         |                                        |
| 9  | 2005–06   | Lada Togliatti⁠(d)                      | HK Riga 2000⁠(d)                        | ZSC Lions⁠(d)                           | Székesfehérvár                         |                                        |
| 10 | 2006–07   | Yunost Minsk⁠(d)                        | Avangard Omsk⁠(d)                       | Ilves⁠(d)                               | Székesfehérvár                         |                                        |
| 11 | 2007–08   | Ak Bars Kazan⁠(d)                       | HK Riga 2000⁠(d)                        | Kazzinc-Torpedo⁠(d)                     | Riga                                   |                                        |
| 12 | 2008–09   | MHC Martin⁠(d)                          | Dragons de Rouen⁠(d)                    | HC Bolzano⁠(d)                          | Rouen                                  |                                        |
| 13 | 2009–10   | EC Red Bull Salzburg⁠(d)                | Yunost Minsk⁠(d)                        | Sheffield Steelers⁠(d)                  | Grenoble                               |                                        |
| 14 | 2010–11   | Yunost Minsk⁠(d)                        | EC Red Bull Salzburg⁠(d)                | SønderjyskE Ishockey⁠(d)                | Minsk                                  |                                        |
| 15 | 2011–12   | Dragons de Rouen⁠(d)                    | Yunost Minsk⁠(d)                        | HC Donbass⁠(d)                          | Rouen                                  |                                        |
| 16 | 2012–13   | HC Donbass⁠(d)                          | Metallurg Zhlobin⁠(d)                   | Dragons de Rouen⁠(d)                    | Donetsk                                |                                        |
| 17 | 2013–14   | Stavanger Oilers⁠(d)                    | HC Donbass⁠(d)                          | HC Asiago⁠(d)                           | Rouen                                  |                                        |
| 18 | 2014–15   | HC Neman Grodno⁠(d)                     | Fischtown Pinguins⁠(d)                  | Ducs d'Angers⁠(d)                       | Bremerhaven                            |                                        |
| 19 | 2015–16   | Dragons de Rouen⁠(d)                    | Herning Blue Fox⁠(d)                    | GKS Tychy⁠(d)                           | Rouen                                  |                                        |
| 20 | 2016–17   | Nottingham Panthers⁠(d)                 | Beibarys Atyrau⁠(d)                     | Odense Bulldogs⁠(d)                     | Ritten                                 |                                        |
| 21 | 2017–18   | Yunost Minsk⁠(d)                        | Nomad Astana⁠(d)                        | Sheffield Steelers⁠(d)                  | Minsk                                  |                                        |
| 22 | 2018–19   | Arlan Kokshetau⁠(d)                     | Belfast Giants⁠(d)                      | GKS Katowice⁠(d)                        | Belfast                                |                                        |
| 23 | 2019–20   | SønderjyskE Ishockey⁠(d)                | Nottingham Panthers⁠(d)                 | HC Neman Grodno⁠(d)                     | Vojens                                 |                                        |
| -  | 2020–21   | Anulat din cauza pandemiei de COVID-19 | Anulat din cauza pandemiei de COVID-19 | Anulat din cauza pandemiei de COVID-19 | Anulat din cauza pandemiei de COVID-19 | Anulat din cauza pandemiei de COVID-19 |
| 24 | 2021–22   | KS Cracovia⁠(d)                         | Saryarka Karagandy⁠(d)                  | Aalborg Pirates⁠(d)                     |                                        | Aalborg                                |
| 25 | 2022–23   | HK Nitra⁠(d)                            | Ducs d'Angers⁠(d)                       | Cardiff Devils⁠(d)                      | Angers                                 |                                        |
| 26 | 2023–24   | Nomad Astana⁠(d)                        | Herning Blue Fox⁠(d)                    | Cardiff Devils⁠(d)                      | Cardiff                                |                                        |

## Medalii (1997–2024)
| Loc             | Nația           | Aur | Argint | Bronz | Total |
| --------------- | --------------- | --- | ------ | ----- | ----- |
| 1               | SVK             | 5   | 1      | 2     | 8     |
| 2               | BEL             | 4   | 4      | 1     | 9     |
| 3               | SWI             | 4   | 0      | 3     | 7     |
| 4               | RUS             | 2   | 3      | 2     | 7     |
| 5               | KAZ             | 2   | 3      | 1     | 6     |
| 6               | FRA             | 2   | 2      | 2     | 6     |
| 7               | UK              | 1   | 3      | 4     | 8     |
| 8               | DEN             | 1   | 2      | 3     | 6     |
| 9               | UKR             | 1   | 1      | 1     | 3     |
| 10              | AUT             | 1   | 1      | 0     | 2     |
| 11              | FIN             | 1   | 0      | 2     | 3     |
| 11              | POL             | 1   | 0      | 2     | 3     |
| 13              | NOR             | 1   | 0      | 0     | 1     |
| 14              | GER             | 0   | 3      | 0     | 3     |
| 15              | LAT             | 0   | 2      | 0     | 2     |
| 16              | ITA             | 0   | 1      | 2     | 3     |
| 17              | HUN             | 0   | 0      | 1     | 1     |
| Total (17 țări) | Total (17 țări) | 26  | 26     | 26    | 78    |

Notă: Totalul medaliilor Marii Britanii include trei echipe din Anglia, una din Irlanda de Nord și una din Țara Galilor.